# Golfclub Oostburg
Golfclub Oostburg is een Nederlandse golfclub in Oostburg in de gemeente Sluis in de provincie Zeeland.
De golfbaan van de club heeft 18 holes par 73 (pelican 18)die gelegen zijn op het landgoed De Brugse Vaart. In 1986 namen Gaston Van Hoecke en Alex de Vos het initiatief voor de aanleg van de eerste 9 holes. Voor het ontwerp van de golfbaan werd beroep gedaan op de Amerikaanse golfarchitect Ron Kirby. In 1991 werd beslist tot uitbreiding naar 18 holes.
Landgoed De Brugse Vaart ligt in de Gemeente Sluis aan de oevers van het oude Zwin op een paar kilometer van de Noordzee. Mede door deze ligging en de nog steeds aanwezige zwinbedding zijn op 15 van de 18 holes waterpartijen aanwezig wat een uitdagend aspect aan het golfspel geeft. Door toedoen van een bewust aangeplant arboretum heeft deze golfbaan in de loop der jaren een parkachtig karakter gekregen met een veelkleurige vogelpopulatie. In 2020 is een aanvang gemaakt met de aanleg van een tweede 18 holes parcours. Deze nieuwe baan wordt een par 71 met licht golvend karakter. De eerste 9 holes (the fox 9) van dit nieuw parcours zijn in 2024 operationeel.
Golfclub Oostburg heeft een clubhuis dat in 2002 gebouwd is in de klassieke palladiaanse stijl met een authentiek interieur omgeven door zuiders aandoende tuinen.